# Кушма (река)
Кушма (в верховье Чесноковка) — река в России, протекает по Шумихинскому району Курганской области. Устье реки находится в 6,3 км по правому берегу реки Каменка. Длина реки составляет 11 км. Левый приток — Мараха. Высота устья — 102 м над уровнем моря.
На реке находится село Кушма.

## Данные водного реестра
По данным государственного водного реестра России относится к Иртышскому бассейновому округу, водохозяйственный участок реки — Миасс от города Челябинск и до устья, речной подбассейн реки — Тобол. Речной бассейн реки — Иртыш.
Код объекта в государственном водном реестре — 14010501012111200003775.